# Ciclismo nos Jogos Olímpicos de Verão de 2024 - Velocidade por equipes feminino
A prova de velocidade por equipes feminino do ciclismo nos Jogos Olímpicos de Verão de 2024 ocorreu em 5 de agosto de 2024 no Velódromo de Saint-Quentin-en-Yvelines, em Montigny-le-Bretonneux. Um total de 24 ciclistas de oito Comitês Olímpicos Nacionais (CON) participaram do evento.

## Qualificação
Cada Comitê Olímpico Nacional (CON) poderia inscrever uma equipe de três ciclistas na velocidade por equipes. As vagas são atribuídas ao CON, que seleciona as ciclistas. A qualificação se deu inteiramente através do ranking olímpico da União Ciclística Internacional (UCI) de 2022–24. Os oito primeiros CONs se qualificaram ao evento, com essas equipes também recebendo o direito de inscrever duas ciclistas cada na velocidade individual e no keirin.

## Formato
A velocidade por equipes feminino consiste em uma corrida de três voltas (750 metros) entre duas equipes de três ciclistas, começando em lados opostos da pista. Cada membro da equipe deve liderar uma das voltas. O tempo de uma equipe é medido quando a última ciclista termina. Os empates são quebrados pelas parciais da última volta.
Começa com uma qualificação inicial que distribui as equipes para as baterias da primeira fase. A primeira fase compreende corridas frente a frente com base na classificação (1ª contra 8ª, 2ª contra 7ª, etc.). As vencedoras dessas quatro baterias avançam para a disputa de medalhas, com as duas vencedoras mais rápidas competindo na final e as duas vencedores mais lentas se enfrentando pelo bronze.

## Calendário
Horário local (UTC+2)
| Data                | Hora  | Fase             |
| ------------------- | ----- | ---------------- |
| 5 de agosto de 2024 | 17:00 | Classificatórias |
| 5 de agosto de 2024 | 18:55 | Primeira rodada  |
| 5 de agosto de 2024 | 19:46 | Finais           |

## Medalhistas
|  | GBR Grã-Bretanha                            |  | NZL Nova Zelândia                           |  | GER Alemanha                              |
|  | Katy Marchant Sophie Capewell Emma Finucane |  | Rebecca Petch Shaane Fulton Ellesse Andrews |  | Pauline Grabosch Emma Hinze Lea Friedrich |

## Resultados

### Classificatórias
As oito equipes participantes disputam os emparelhamentos de cada bateria para a primeira rodada.
| Pos. | CON               | Ciclistas                                             | Tempo  | Notas           |
| ---- | ----------------- | ----------------------------------------------------- | ------ | --------------- |
| 1    | GBR Grã-Bretanha  | Katy Marchant Sophie Capewell Emma Finucane           | 45.472 | Recorde mundial |
| 2    | NZL Nova Zelândia | Rebecca Petch Shaane Fulton Ellesse Andrews           | 45.593 |                 |
| 3    | GER Alemanha      | Pauline Grabosch Emma Hinze Lea Friedrich             | 45.644 |                 |
| 4    | NED Países Baixos | Kyra Lamberink Hetty van de Wouw Steffie van der Peet | 46.086 |                 |
| 5    | CHN China         | Guo Yufang Bao Shanju Yuan Liying                     | 46.458 |                 |
| 6    | MEX México        | Jessica Salazar Yuli Verdugo Daniela Gaxiola          | 46.587 |                 |
| 7    | POL Polônia       | Marlena Karwacka Urszula Łoś Nikola Sibiak            | 47.284 |                 |
| 8    | CAN Canadá        | Sarah Orban Lauriane Genest Kelsey Mitchell           | 47.578 |                 |

### Primeira rodada
As duas equipes vencedoras com os melhores tempos avançam para a final e as duas equipes vencedoras com os piores tempos para a disputa pelo bronze.
| Bateria | Pos. | CON               | Ciclistas                                             | Tempo  | Notas |
| ------- | ---- | ----------------- | ----------------------------------------------------- | ------ | ----- |
| 1       | 1    | NED Países Baixos | Kyra Lamberink Hetty van de Wouw Steffie van der Peet | 45.798 | QB    |
| 1       | 2    | CHN China         | Guo Yufang Bao Shanju Yuan Liying                     | 46.362 |       |
| 2       | 1    | GER Alemanha      | Pauline Grabosch Emma Hinze Lea Friedrich             | 45.377 | QB    |
| 2       | 2    | MEX México        | Jessica Salazar Yuli Verdugo Daniela Gaxiola          | 46.198 |       |
| 3       | 1    | NZL Nova Zelândia | Rebecca Petch Shaane Fulton Ellesse Andrews           | 45.348 | QO    |
| 3       | 2    | POL Polônia       | Marlena Karwacka Urszula Łoś Nikola Sibiak            | 47.022 |       |
| 4       | 1    | GBR Grã-Bretanha  | Katy Marchant Sophie Capewell Emma Finucane           | 45.338 | , QO  |
| 4       | 2    | CAN Canadá        | Sarah Orban Lauriane Genest Kelsey Mitchell           | 46.816 |       |

### Finais
Cada bateria define as disputas das medalhas e das classificações do quinto ao oitavo lugar.
| Pos.                      | CON               | Ciclistas                                             | Tempo  | Notas           |
| ------------------------- | ----------------- | ----------------------------------------------------- | ------ | --------------- |
| Disputa pelo ouro         |                   |                                                       |        |                 |
| Medalha de ouro           | GBR Grã-Bretanha  | Katy Marchant Sophie Capewell Emma Finucane           | 45.186 | Recorde mundial |
| Medalha de prata          | NZL Nova Zelândia | Rebecca Petch Shaane Fulton Ellesse Andrews           | 45.659 |                 |
| Disputa pelo bronze       |                   |                                                       |        |                 |
| Medalha de bronze         | GER Alemanha      | Pauline Grabosch Emma Hinze Lea Friedrich             | 45.400 |                 |
| 4                         | NED Países Baixos | Kyra Lamberink Hetty van de Wouw Steffie van der Peet | 45.690 |                 |
| Disputa pelo quinto lugar |                   |                                                       |        |                 |
| 5                         | MEX México        | Jessica Salazar Yuli Verdugo Daniela Gaxiola          | 46.251 |                 |
| 6                         | CHN China         | Guo Yufang Bao Shanju Yuan Liying                     | 46.572 |                 |
| Disputa pelo sétimo lugar |                   |                                                       |        |                 |
| 7                         | POL Polônia       | Marlena Karwacka Urszula Łoś Nikola Sibiak            | 47.175 |                 |
| 8                         | CAN Canadá        | Sarah Orban Lauriane Genest Kelsey Mitchell           | 47.631 |                 |